# Topeka (Indiana)
Topeka – miasto w Stanach Zjednoczonych, w stanie Indiana, w hrabstwie LaGrange.